# David Navas Chica
David Navas Chica (Àvila, 10 de juny de 1974) va ser un ciclista espanyol que competí professionalment entre 1998 i 2007. Es va formar a la Fundació Provincial Esportiva Víctor Sastre.

## Palmarès
- 1996
  - 1r a la Volta a la Comunitat de Madrid i vencedor de 2 etapes
  - Vencedor d'una etapa a la Volta a Palència
  - Vencedor d'una etapa a la Volta a Àvila
- 2000
  - Vencedor d'una etapa al Gran Premi do Minho

### Resultats al Giro d'Itàlia
- 1999. 84è de la classificació general
- 2001. 88è de la classificació general
- 2005. Abandona

### Resultats al Tour de França
- 1999. 98è de la classificació general

### Resultats a la Volta a Espanya
- 2003. 71è de la classificació general
- 2006. 126è de la classificació general